# 國際會計師聯合會
國際會計師聯合會（International Federation of Accountants，IFAC）成立於1977年10月14日的德國慕尼黑。其前身國際會計職業協調委員會成立於1972年的澳洲悉尼第10屆國際會計師大會上。國際會計師聯合會的最高權力機構是代表大會與理事會。代表大會的成員非個人，而是來自世界各國的會計師職業團體。
國際會計師聯合會的總部設於美國的紐約，它在瑞士日內瓦註冊，宗旨是統一會計及審計標準，提昇世界的會計專業，協調及促進國際會計業的發展、信息交流與意見交流等。

## 準則制訂機構
- 國際審計及簽證準則委員會（International Auditing and Assurance Standards Board, IAASB）
- 國際會計師道德準則委員會（International Ethics Standards Board for Accountants, IESBA）
- 國際公共部門會計準則委員會（International Public Sector Accounting Standards Board, IPSAB）
- 國際會計教育準則理事會（International Accounting Education Standards Board, IAESB）

## 準則制訂
- 國際審計準則 (ISAs, International Standards on Auditing)

## 聯合會的成員
國際會計師聯合會由130個國家及地區的175個會計師公會團體組成，其中有約3百萬的執業會計師。

## 外部連結
- 官方网站（英文）